# Quedius fumatus
Quedius fumatus är en skalbaggsart som först beskrevs av Stephens 1833.  Quedius fumatus ingår i släktet Quedius, och familjen kortvingar. Arten är reproducerande i Sverige.